# Willi Plappert
Willi Plappert (* 27. Dezember 1898 in Hildesheim; † 12. Januar 1963 in Himmelsthür) war ein niedersächsischer Politiker (SPD) und Mitglied des Niedersächsischen Landtages.
Plappert besuchte die evangelische Volksschule und begann im Anschluss an seine Schulzeit eine Lehre in der Bau- und Maschinenschlosserei. Von 1916 bis 1919 war er als Pionier im Westen Kriegsteilnehmer des Ersten Weltkriegs. Seit 1919 war er Mitglied des Metallarbeiterverbandes und der SPD. Seit 1920 war er bei der Firma Ahlborn-Landmaschinen beschäftigt. 1926 erfolgte seine Wahl in den Gemeinderat von Himmelsthür, 1933 schied er hier aus. Ab 1945 war er als Bürgermeister tätig. Ferner war er stellvertretender Vorsitzender des Vorstandes der Kreissparkasse und des Aufsichtsrates der Kreissiedlungsgesellschaft Hildesheim-Marienburg. 1947 erfolgte seine Wahl in den Kreistag. Hier wurde er 1953 Fraktionsvorsitzender. Im Februar 1958 wurde Plappert Landrat. 
Ferner war er Mitglied des Niedersächsischen Landtages in der vierten Wahlperiode vom 6. Mai 1959 bis zum 12. Januar 1963.